# Олександрівська каплиця (Харків, Сергіївська Площа)
Свято-Олександро-Невська каплиця — культова споруда кінця ХІХ століття у Харкові, що не збереглася. Була розташована на Сергіївському майдані.

## Історична довідка

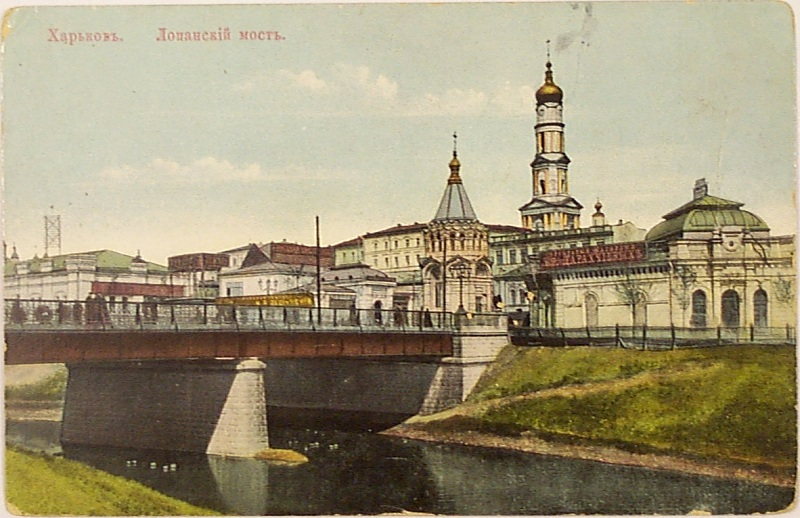
Каплиця з-за річки

Споруджена у 1882—1889 роках за проєктом архітектора Бориса Семеновича Покровського на згадку «в бозі спочившего Государя Імператора Олександра Другого». Освячена на честь князя Олександра Невського. До революції реконструювалася. Знесена у 1920-х роках для прокладання ширшої колії трамвая. Найвідоміша з дореволюційних харківських каплиць, присутня на багатьох дореволюційних знімках та листівках.

## Цікавинки
У путівнику по Харкову 1915 року відмічалось "Каплиця в ім'я св. князя Олександра Невського. Споруджена в 1882 році прикажчиками міста Харкова на згадку імператора Олександра II. Типова споруда баштового типу з шатровою покрівлею в новоросійсько-візантійському стилі; первісна будівля була двоповерхова; нижній поверх мав вигляд цоколя, з майданчиком навколо каплиці, що нагадувала московське Лобне місце; у каплицю вели широкі сходи. В цей час низ каплиці перероблений, майданчик і сходи знищені й всередині обидва поверхи з'єднані в один, внаслідок чого висота будівлі виявилася не пропорційною площі підлоги, а завдяки цьому виявилося вкрай незручним огляд ікони св. Олександра Невського, писаної видатним передвижником Мясоєдовим Григорієм "